# Caroline Proust
Caroline Proust (Le Vigan, 18 de novembro de 1967) é uma atriz francesa. Ela é mais conhecida por seu papel como a capitã Laure Berthaud na série de TV Spiral.

## Filmografia
| Ano             | Título                       | Personagem         | Diretor                          | Nota(s)                                                         |
| --------------- | ---------------------------- | ------------------ | -------------------------------- | --------------------------------------------------------------- |
| 1990            | La mort d'une vache          | Caroline           | Dante Desarthe                   | Curta-metragem                                                  |
| 1994            | Le Péril jeune               | Squat girl         | Cédric Klapisch                  |                                                                 |
| 1994            | Les mickeys                  | A garota           | Thomas Vincent                   | Curta-metragem                                                  |
| 1994            | La bavure                    | Betty              | Alain Tasma                      | Telefilme Festival du Film Policier de Cognac - Acting Ensemble |
| 1995            | Le R.I.F.                    | Cécile Meillac     | Roger Guillot                    | Série de TV (1 episódio)                                        |
| 1997            | Le cousin                    | Fanny              | Alain Corneau                    |                                                                 |
| 1997            | Ouvrez le chien              |                    | Pierre Dugowson                  |                                                                 |
| 1998            | Une femme à suivre           | Émilie             | Patrick Dewolf                   | Telefilme                                                       |
| 1998            | L'échappée                   | Sandrine           | Roger Guillot (2)                | Telefilme                                                       |
| 2003            | Vert paradis                 | Sophie             | Emmanuel Bourdieu                |                                                                 |
| 2004            | Grossesse nerveuse           | Judith             | Maxime Sassier                   | Curta-metragem                                                  |
| 2004            | Breakfast                    | The woman          | Pierre Dugowson (2)              | Curta-metragem                                                  |
| 2004            | Colette, une femme libre     | Lotte              | Nadine Trintignant               | Minissérie                                                      |
| 2005            | Marc Eliot                   | Laëtitia Sanchez   | Édouard Niermans, ...            | Série de TV (4 episódio)                                        |
| 2005 - presente | Spiral                       | Laure Berthaud     | Several                          | Série de TV Indicada - ACS Award de Melhor Atriz (2015)         |
| 2007            | Scorpion                     | Léa                | Julien Seri                      |                                                                 |
| 2007            | Notable donc coupable        | Hélène Borda       | Dominique Baron & Francis Girod  | Telefilme                                                       |
| 2008            | Cash: O Grande Golpe         | Léa                | Éric Besnard                     |                                                                 |
| 2008            | Titi                         | A mulher           | Béatrice & Hugues Espinasse      | Curta-metragem                                                  |
| 2009            | Le coeur du sujet            | Paula              | Thierry Binisti                  | Telefilme                                                       |
| 2010            | Un moment d'absence          | Cécile             | Dominique Belet                  | Curta-metragem                                                  |
| 2011            | La permission de minuit      | Louise             | Delphine Gleize                  |                                                                 |
| 2011            | La république des enfants    | Madeleine          | Jacques Fansten                  | Telefilme                                                       |
| 2011            | Accident de parcours         | Alice Lacamp       | Patrick Volson                   | Telefilme                                                       |
| 2011            | Emma                         | Léa                | Alain Tasma (2)                  | Telefilme                                                       |
| 2013            | Pourquoi personne me croit ? | Jeanne             | Jacques Fansten (2)              | Telefilme                                                       |
| 2013            | The Tunnel                   | Anne-Marie Delgado | Hettie MacDonald & Philip Martin | Série de TV (3 episódios)                                       |
| 2014            | Death in Paradise            | Emily Benoit       | Richard Signy                    | Série de TV (1 episódio)                                        |
| 2016            | Le premier coup              |                    | Caroline Proust & Etienne Saldés | Curta-metragem Também Produtora e Diretora                      |
| 2016            | Supermarket                  | The woman          | Pierre Dugowson (3)              | Curta-metragem Também Produtora Associada                       |
| 2016            | Notre révolution intérieure  | Associate Producer | Alexandre Ferrini                | Documentário                                                    |
| 2016            | La Nullipare                 | Associate Producer | Delphine Lanson                  | Curta-metragem                                                  |